# Kluwenzuring
Kluwenzuring (Rumex conglomeratus) is een plantensoort uit de duizendknoopfamilie (Polygonaceae).

## Determinatie
Kluwenzuring is een vaste, kruidachtige plant die een hoogte bereikt van 50–100 cm. De bladeren zijn lancetvormig. De pluimtakken zijn tot over de helft bebladerd. De bloei valt van juni tot augustus. De groenkleurige bloempjes staan in vrij ver uit elkaar staande kluwen.

### Gelijkende taxa
Kluwenzuring lijkt erg veel op Rumex sanguineus var. viridis, de wilde variëteit van bloedzuring. Vegetatieve exemplaren van beide taxa zijn met het blote oog doorgaans niet met zekerheid te determineren. Het belangrijkste verschil zit in de bebladering van de bloeiwijze. Bij kluwenzuring zijn de bloemkransen tot in de top van de bloeiwijze bebladerd, ook al zijn de bladeren bovenin slechts klein. Bij bloedzuring is de bloeiwijze alleen bij de voet van de schijntrossen bebladerd.

## Ecologie
Kluwenzuring groeit op natte, eutrofe grond. Waterkanten, uiterwaarden, natte graslanden en langs vochtige bospaden zijn belangrijke groeiplekken voor deze soort.

## Verspreiding
Het natuurlijke verspreidingsgebied van kluwenzuring strekt zich uit over West-, Centraal- en Zuid-Europa, Zuidwest-Azië, Noordwest-Afrika en op een aantal eilanden in de Atlantische Oceaan.

## Fotogalerij

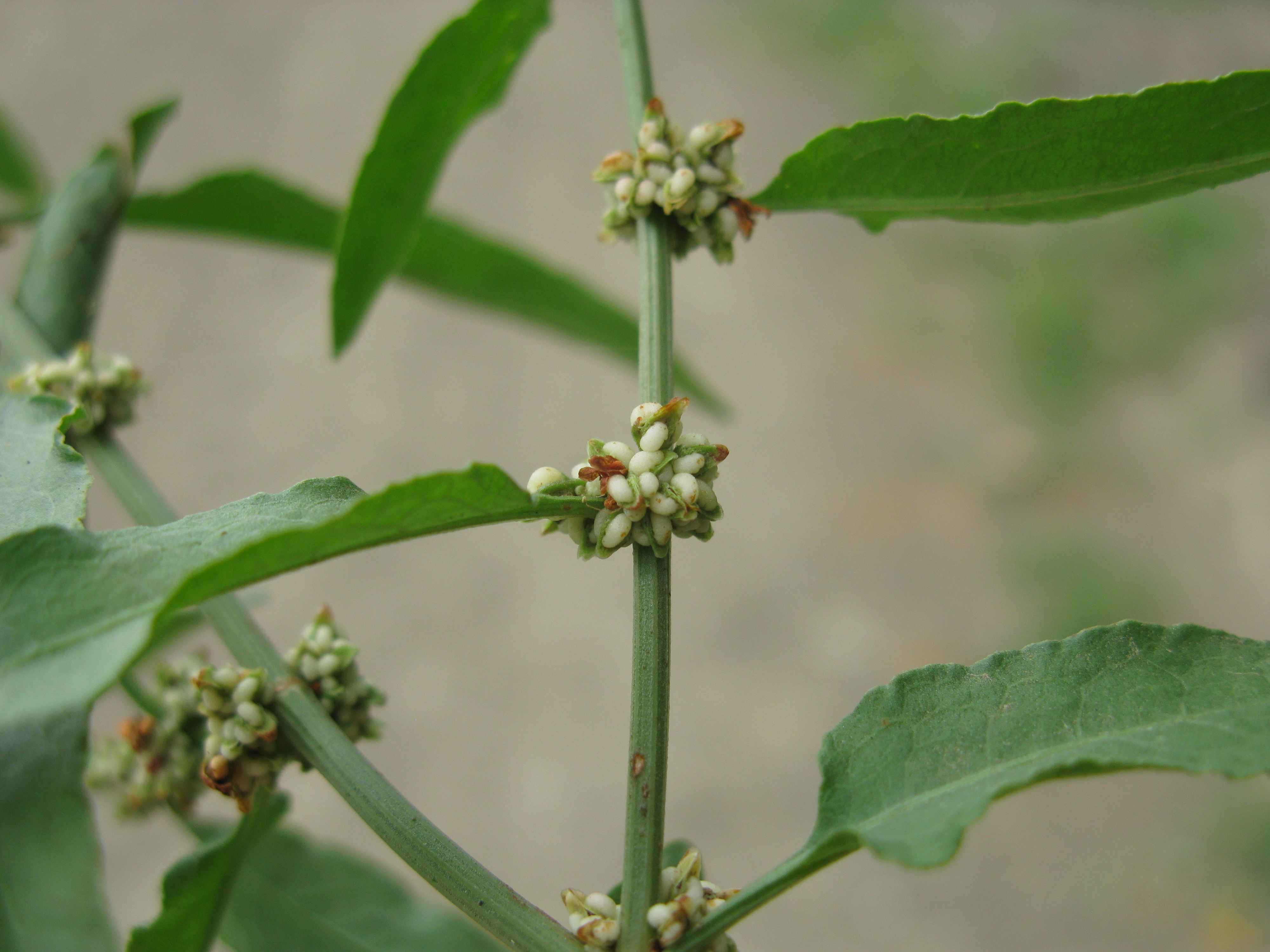
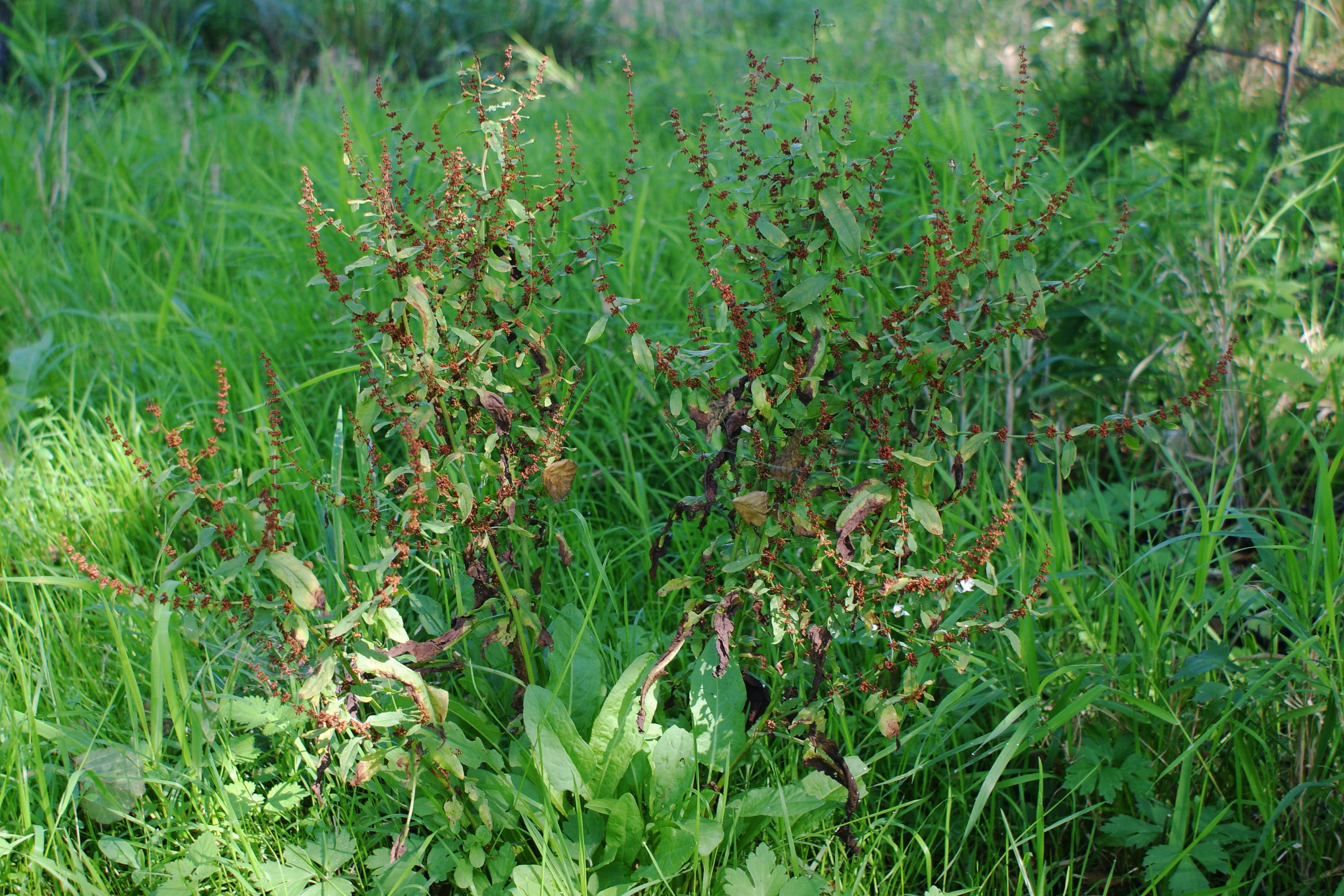
Vruchtdragende planten